# Egzoftalmus
Egzoftalmus (grč. exophthalmos) je izbočenje oka kroz otvor očne šupljine prema naprijed. U praksi je izraz "egzoftalmus" rezerviran za distireoidnu orbitopatiju, dok se za izbočenje oka prema naprijed zbog drugih uzroka (npr. tumor, upala, ozljeda) označava kao "proptoza" ili "protruzija oka".
Veličina egzoftalmusa mjeri se jednostavnim mehaničkim uređajem egzoftalmometrom. 
Kod distireoidne orbitopatije egzoftalmus je uzrokovan bujanjem upalno promijenjenog vezivnog tkiva u očnoj šupljini i napose vanjskim očnim mišićima, što se može prikazati kompjuterskom tomografijom i magnetskom rezonancijom.
Kao posljedica egzoftalmusa može se razviti nemogućnost zatvaranja kapaka (lagoftalmus, "zečje oko") što dalje vodi do suhoće i oštećenja rožnice. Također, može doći do porasta očnog tlaka, pritiska na vidni živac i/ilioftalmičku arteriju, te do slabljenja vida.

## Egzoftalmus upasa
Egzoftalmus se često može naći u pasa. To je normalno stanje u brahicefaličnih (kratkonosih) pasmina zbog plitke očne šupljine. Iako i to može voditi keratitisu zbog izlaganja rožnice. Egzoftalmus se može vidjeti u mopsa, bostonskih terijera, pekinezera i shi-tzua.

## Refrence
Owen Epstein, David Perkin, John Cookson, David P de Bono (April 2003). Clinical examination (3rd edition ed.). St. Louis: Mosby.ISBN 0-7234-3229-5.

## Vanjske poveznice
- -1724579834  Arhivirana inačica izvorne stranice od 10. svibnja 2008. (Wayback Machine) na GPnotebook
- Can the human eyeball be knocked out of the head?  Arhivirana inačica izvorne stranice od 20. srpnja 2008. (Wayback Machine)
- Alternative Treatment & Natural Cures for Exophthalmos  Arhivirana inačica izvorne stranice od 11. ožujka 2009. (Wayback Machine)

|  | Molimo pročitajte upozorenje o korištenju medicinskih informacija. Ne provodite liječenje bez savjetovanja s liječnikom! |